# Махарадзе Заурі Анзорович
Махара́дзе Зау́рі Анзо́рович (нар. 24 березня 1993, Балта, Україна) — український та грузинський футболіст, воротар клубу «Полісся».
Викликався до юнацьких збірних України різних віків. У 2018 році отримав грузинське громадянство та був викликаний до національної збірної Грузії.

## Життєпис
Заурі Махарадзе народився у місті Балта, що на Одещині, де й почав робити перші кроки у великому спорті. Тривалий час хлопець займався одночасно футболом та баскетболом (у секції, де тренером була мати Заурі), однак у десятирічному віці остаточно зробив вибір на користь футболу. У віці 12 років разом з тренером (Григорій Білий) та деякими іншими хлопцями з ДЮСШ поїхав на перегляд до Донецька, де й продовжив тренування у академії «Олімпіка».
До тренувань з першою командою Махарадзе почали залучати ще під час навчання в академії, проте Заурі задовольнявся лише перебуванням у заявці команди, на полі так і не з'являючись. В той же час молодого воротаря почали дедалі частіше викликати до юнацьких збірних України різних віків. На професійному рівні Махарадзе дебютував 24 серпня 2010 року у матчі з свердловським «Шахтарем». У тому ж сезоні разом з клубом здобув «золото» змагань групи «Б» другої ліги чемпіонату України. Починаючи з сезону 2012/13 став основним голкіпером «Олімпіка».
Навесні 2018 року змінив українське громадянство на грузинське та отримав виклик до національної збірної Грузії.
25 травня 2018 року підписав трирічний контракт із «Зорею».

## Цікаві факти
- Улюблений голкіпер Заурі Махарадзе — Ікер Касільяс.
- Улюблені клуб — мадридський «Реал» та «Манчестер Юнайтед».

## Досягнення
- Переможець групи «Б» другої ліги чемпіонату України (1): 2010/11